# Figge Boström

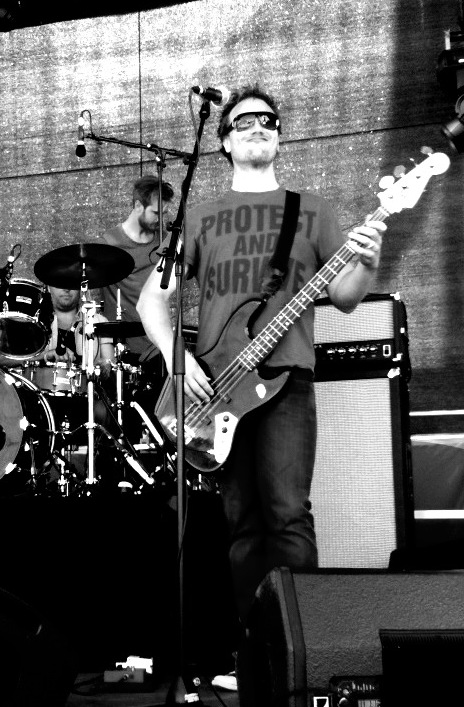
Fredrik Boström (2012)

Figge Boström (eigentlich: Fredrik Boström; * 11. November 1969 in Stockholm, Schweden) ist ein schwedischer Komponist, Musikproduzent, Musiker und Sänger.

## Leben
Boström arbeitet seit 1988 als Musiker; er war mit einigen wichtigen schwedischen Popsängern auf Konzerttournee, wie z. B. als Bassist mit Meja in Japan und mit Ace of Base in Südamerika. Er spielte bei großen Festivals in Nordeuropa zusammen mit bekannten schwedischen Popkünstlern. Seit 1998 komponiert er im Popsegment für seinen eigenen Verlag Catfarm Studios/Catfarm Music AB. In den letzten Jahren schrieb er Musik meist für den japanischen, koreanischen und den deutschen Plattenmarkt.
2012 schrieb Figge Boström zusammen mit Peter Boström den Titel Stay für Tooji, der diesen für Norwegen beim Eurovision Song Contest 2012 in Aserbaidschan aufführte und im Finale den letzten Platz erreichte.
Boström war Mitkomponist des Titels Still in Love with You (2002) für die No Angels sowie – zusammen mit Kristina Bach – dreier Songs auf dem Album Helene Fischer (2017).

## Diskografie (Auswahl)
- 1998, Fred Barely (UK) – Barely Half Alive (Musiker)
- 1998, Meja (SWE) – Seven Sisters – All'bout The Money, Too Many Nights Late, Caught Up In The Middle (Musiker)
- 1998, Meja (SWE) – Radio Radio – Japan Single (Produzent)
- 1999, Christian Walz (SWE) – Fertilize (Musiker)
- 1999, Eiko Masumoto (JPN) – From The First Touch (Musiker)
- 1999, Eva Dahlgren (SWE) – La La Live (Musiker)
- 2000, Emilia Rydberg (SWE) – Girlfriend, If It’s Gonna Be U (Produzent)
- 2001, Eva Dahlgren (SWE) – Too Many Beliefs – Single (Produzent)
- 2001, Bosson (SWE) – One In A Million (Musiker)
- 2002, No Angels (GER) – Still in Love with You (Komponist)
- 2002, Afro-Dite (SWE) – Celebration, MamaLou, Since Your Love Has Gone, Clap Your hands (Komponist, Produzent)
- 2002, Lutricia McNeal (US) – Perfect Love, Independence Day, You Showed Me (Musiker)
- 2003, Nikki Cleary (UK) – Fish Out Of Water (Musiker)
- 2003, Bosson (SWE) – Falling in Love, Rockstar (Musiker)
- 2003, Nektarios (GER) – Look Like We Made It (Musiker)
- 2004, Charlotte Perrelli (SWE) – Gone too Long (Musiker)
- 2004, IDOL – Best of Idol 2004 (SWE) – Darin – Unbreak My Heart (Produzent)
- 2004, Bosson (SWE) – You Opened My Eyes (Musiker)
- 2005, Joana Zimmer (GER) – I Believe, My Innermost (Musiker)
- 2005, Eric Bibb (US) – I’ll Never Lose You (Komponist, Produzent)
- 2006, Eric Burdon (UK) – Feeling Blue (Komponist)
- 2006, Eric Bibb (US) – Shine On (Komponist, Musiker)
- 2007, Bosson (SWE) – Simple Man Wishing, Believe in Love, You (Musiker, Sänger)
- 2008, Charlotte Perrelli (SWE) – Hero, Bullet, Addicted (Sänger)
- 2008, DBSK (JP) – Clap! (Komponist)
- 2009, Emilia Rydberg (SWE) – You’re My World, Song For U (Komponist, Musiker, Produzent, Sänger)
- 2009, IDOL – Best of Idol 2009 (SWE) (Produzent, Musiker, Sänger)
- 2010, IDOL – Best of IDOL 2010(SWE) (Produzent, Musiker, Sänger)
- 2012, Tooji – Stay (NOR) (Komponist, letzter Platz beim ESC 2012)
- 2013, Kumi Koda (JPN) – Lalalalala, Superstar (Komponist)
- 2014, Girls’ Generation-TTS (KOR) – Holler (Komponist, Produzent)
- 2015, Ghost (SWE) – Meliora (Vocal Komponist, Produzent) Grammy för Best Metal Performance of the year
- 2017, Helene Fischer (GER) – Flieger, Sonne auf der Haut, Sowieso (Komponist)
- 2017, Produce 101 Season 2 (KOR) – Super Hot (Komponist)
- 2017, SHINee (KOR) – Do Me Right (Komponist)
- 2018, Arashi (JPN) – Brave (Komponist) Theme song for Rugby World Cup
- 2018, Lichtblick (GER) – Sprachlos Vor Gefühl (Komponist)
- 2018, GOT7 (KOR) – One And Only You (Komponist)
- 2018, VAV (KOR) – ABC, Middle Of The Night (Komponist, Produzent)
- 2019, Work of Art (SWE) – Let Me Dream (Komponist)
- 2019, Produce X 101 (KOR) – X1-MA (Komponist, Produzent)
- 2020, Thomas Anders & Florian Silbereisen (GER) – Versuch’s Nochmal Mit Mir (Komponist)
- 2020, Vincent Gross (CHE) – Chill Out Time (Komponist)